# Sirous Ghayeghran
Sirous Ghayeghran   (Bandar-e Anzali, 22 de gener de 1962 - Raixt, 7 d'abril de 1998) fou un futbolista iranià de la dècada de 1970 i entrenador de futbol.
Fou internacional amb la selecció de futbol de l'Iran. Pel que fa als clubs destacà a Malavan i Al-Ittihad Doha.